# Jefrem Iossifowitsch Podgaiz
Jefrem Iossifowitsch Podgaiz (russisch Ефрем Иосифович Подгайц; * 6. Oktober 1949 in Moskau) ist ein russischer Komponist.
Er studierte am Moskauer Konservatorium Komposition bei Juri Buzko und Nikolai Sidelnikow und schloss dieses Studium 1974 ab. Seit 1978 ist er Mitglied der Komponistenvereinigung Russlands. 1982–1990 war er künstlerischer Leiter der künstlerischen Vereinigung Composers and Children. Ab 1997 lehrte er an der Klassischen Akademie „Maimonides“, ab 2001 am Musikpädagogischen Institut „Ippolitow-Iwanow“.
Er wurde 2000 mit dem Titel Verdienter Künstler der russischen Föderation ausgezeichnet. Seine Werke werden bei zahlreichen Festivals, u. a. beim Moskauer Herbst, beim Huddersfield Contemporary Music Festival und beim Festival International de Violoncelle de Beauvais, aufgeführt und rezipiert.

## Werke (Auswahl)
- Opern: u. a. Alice through the Looking-glass (1993), Thumbolina (1997), Ice-9 (2005), The Prince and the Pauper (2007), Lord of the Flies (2007), Shepherdess and the Chimney Sweep (2011)
- Orchesterwerke: u. a. Diptych in memoriam of D. Shostakovich (1977), Ironical Pas de deux (1982), Formulas (2000), Ages (2016),  Sinfonien (1977–2016), Orpheus Overture (2019)
- Konzerte für verschiedene Soloinstrumente und Orchester: u. a. Konzert für Cembalo und Orchester (1983), Triple-Concerto für Violoncello, Violine, Klavier und Orchester (1988), Lambada-Concerto für Oboe und Orchester (1990), Konzert für Orgel und Kammerorchester (2018)
- Ballette: u. a. Moydodyr (2012), The Bluebird (2016)
- Kammermusik: u. a. Post aere nostra für Streichquartett (1999)
- Werke für Violine: u. a. Rilke’s images – Suite für Violine und Klavier (1985), Pieta für Violine und Orgel (1988), Concordanza – Konzert Nr. 2 für Violine und Orchester (1993), Partita für Violine (2002)
- Werke für Cello: u. a. Sonata für Cello und Klavier (1984), Post festum für Cеllo-Orchester (2003)
- Werke für Orgel: u. a. Missa veris für Kinderchor und Orgel (1996)